# Louis Althapé
Louis Althapé est un homme politique français, né le 6 novembre 1947.

## Biographie

### Mandats locaux
- 1971-2008 : maire de Lanne-en-Barétous
- 1973-1979 : conseiller général du canton d'Aramits
- 1979-1985 : conseiller général du canton d'Aramits
- 1985-1992 : conseiller général du canton d'Aramits
- 1992-1998 : conseiller général du canton d'Aramits
- 1995-2001 : maire de Lanne-en-Barétous
- 1998-2003 : conseiller général du canton d'Aramits

### Mandat parlementaire
- 27 septembre 1992 - 30 septembre 2001 : sénateur des Pyrénées-Atlantiques.

## Condamnation
En 2005, Louis Althapé est condamné à 24 mois de prison avec sursis et à 50 000 € d'amende pour banqueroute, faux et usage de faux, abus de biens sociaux et escroquerie,.